# Rijksbeschermd gezicht Holysloot
Gezicht Holysloot is een van rijkswege beschermd stadsgezicht in Holysloot bij Amsterdam in de Nederlandse provincie Noord-Holland. De procedure voor aanwijzing werd gestart op 4 november 1987. Het gebied werd op 20 november 1991 definitief aangewezen. Het beschermd gezicht beslaat een oppervlakte van 22,5 hectare.
Panden die binnen een beschermd gezicht vallen krijgen niet automatisch de status van beschermd monument. Wel zal de gemeente het bestemmingsplan aanpassen om nieuwe ontwikkelingen in het gebied te reguleren. De gezichtsbescherming richt zich op de stedenbouwkundige en cultuurhistorische waardering van een gebied en wil het toekomstig functioneren daarvan veiligstellen.